# Deep packet inspection
Bij deep packet inspection (DPI) wordt elektronisch dataverkeer tussen zender en ontvanger inhoudelijk geanalyseerd. Dit gaat verder dan de inspectie van afzender- en ontvangeradres zoals routers dat voor het verder leiden van de gegevens noodzakelijkerwijs moeten doen.
Het internet functioneert doordat gegevens in gestandaardiseerde brokstukken worden verdeeld, verpakt en verstuurd. De inhoud van de pakketjes speelt voor het functioneren van het internet als zodanig geen rol. Als er geen gebruik wordt gemaakt van deep packet inspection wordt er tijdens de reis van de gegevens alleen naar het IP-adres en het poortnummer gekeken. Bij deep packet inspection daarentegen wordt ook de inhoud van de pakketjes bekeken en op basis van de inhoud kunnen de pakketjes dan verschillend behandeld worden: geweigerd, gekopieerd naar een andere ontvanger of met een andere prioriteit worden doorgestuurd.

## Toepassingen

### Filtering
Een firewall kan, door gebruikmaking van DPI, ook beschermen tegen ongewenste inhoud zoals spam of computervirussen.

#### Beschermde inhoud
Een toepassing die vooral voor de film- en muziekindustrie van pas kan komen is het blokkeren van pakketjes met bepaalde beschermde inhoud. Het zou mogelijk zijn om bepaalde binnenkomende pakketjes te scannen op beschermde inhoud, zoals auteursrecht. Men zou dus pakketjes met die beschermde inhoud bevatten kunnen tegenhouden en zo het downloaden van films en muziek tegengaan.

### Analyse

#### Gerichte reclame
Een andere toepassing van DPI is het realiseren van gerichte reclame. Wanneer al het internetverkeer gelezen kan worden is het mogelijk om reclame aan te passen aan bepaalde gevonden steekwoorden. Zo kan de reclame-industrie reclame maken die speciaal is aangepast aan wat de gebruiker op dat moment nodig zou hebben.

## Nadelen
DPI heeft mogelijk invloed op de privacy van internetgebruikers. Daarnaast wordt het in bijvoorbeeld China gebruikt om op politieke gronden het internet te filteren.